# Metopodicha achaemenica
Metopodicha achaemenica är en fjärilsart som beskrevs av Edward P. Wiltshire 1941. Metopodicha achaemenica ingår i släktet Metopodicha och familjen nattflyn. Inga underarter finns listade i Catalogue of Life.